# آیرین روزنفلد
آیرین روزنفلد (به انگلیسی: Irene Rosenfeld) (زاده ۱۳ مه ۱۹۵۳) کارآفرین، صنعتگر و مدیر ارشد اجرایی آمریکایی است، که در حال حاضر به‌عنوان مدیر عامل اجرایی و رئیس هیئت مدیره شرکت‌های موندلیز و کدبری فعالیت می‌نماید. وی در سال ۲۰۱۴ در رتبه ۱۵ از فهرست قدرتمندترین زنان جهان قرار گرفت. روزنفلد در فاصله سال‌های ۲۰۰۴ تا ۲۰۰۶ مدیرعامل شرکت فریتو-لی (زیرمجموعه پپسی‌کو) بود و از ۲۰۰۶ تا ۲۰۱۲ نیز مدیرعاملی شرکت کرفت فودز را برعهده داشت.